# 清翫雅集
清翫雅集（英語：Ching Wan Society），是由臺灣企業人士基於共同的收藏嗜好與觀點，在1992年組織的民間團體，名稱引據自明朝嘉靖年間一套談論古董收藏的叢書書名《清翫》，象徵高雅古風及品鑒研習，其中「翫」字為「玩」之古字，寓意觀賞與研習。該組織長年收藏並研究古代文物與現代藝術。

## 沿革
1980年代，臺灣經濟奇蹟帶動企業界投入藝術、文物收藏領域；1990年代初，臺灣的藝術收藏與經濟潛力吸引蘇富比、佳士得兩大國際拍賣公司先後進駐，臺灣企業家的收藏實力從此取代日本成為國際藝術市場焦點，諸如國泰集團蔡家、鴻禧集團張家，高雄的陳朝壽、黃清雄和雲中居的張偉華、慎德堂的鄧成清、寒舍集團的蔡辰洋等人經常在國際拍賣會上競標古董文物。1991年香港秋拍結束，中華文物學會名譽理事長蔡一鳴和蔡辰洋在返臺的航程中提及時年臺灣文物收藏環境改變、古董市場不健全以致收藏者難辨真偽、屢有買到偽作而受騙等情事，蔡辰洋提議仿照香港「敏求精舍」籌組收藏團體藉以端正收藏界風氣，同時提供新進收藏家彼此有交流、切磋的機會。於是蔡一鳴、蔡辰洋、徐政夫三人會商、馥記建設負責人陳啟斌後來參與，在1992年發起成立華語圈最具規模的收藏團體「清翫雅集」。團體名稱「清翫」由蔡一鳴命名，引據明嘉靖年間書刊《清翫》為典，收博雅之古風。

## 會員
清翫雅集以交流為核心，會員每月舉辦家庭聚會，不定期聚辦演講，每年固定闔家出國旅遊。入會採推薦制，依規至少需兩位會員薦舉並視會員收藏的物品是否足夠水平而定。會員禁止從事文物買賣，要求真正雅好典藏的收藏家才能入會，資格須經過每一位既有會員審核同意，目前共計有32名正式會員及3名榮譽會員。

### 草創成員
創會早期的會員除了四位發起人外，尚有正道工業董事長石重磊、元大集團总裁馬志玲、皇龍集團负责人黄任中、台鳳集團总裁黃宗宏、台铃投资负责人黃政旺、建国建设陈启德、震旦行董事长陳永泰、飞瑞电子陈荣祥、日盛證券总裁陳士元、国颖企业陈国和、中国信托总经理骆锦明、旭丽集团董事长宋礦滿、鸿禧集团董事长张益周、致強工業董事長葉啟忠和具实力的收藏家周义雄、赖明辉；寄暢園負責人張允中及晟銘工業董事長林木和、豐年實業副董事長石允文、瑩久企業董事長李明德、濟亨建設董事長何國慶、安泰銀行常董林鴻熙、永大基金會董事許作鈿、國巨電子總經理陳泰銘、聯華電子集團董事長曹興誠、富邦證券蔡明興、建築師葉榮嘉、山集團總裁林明哲、黃鼎營造董事長黃清雄、菲航副董事長陳永、廣達電腦董事長林百里等後來加入。另曾有總統府資政辜振甫、前國立故宮博物院院長秦孝儀、北京故宮副院長楊新、香港新中港集團主席徐展堂、前僑委會委員長焦仁和、北京故宮陶瓷權威耿寶昌等人為榮譽會員。

## 歷任理事長
該會最高負責人為理事長，規定不得連任、最多只能擔任一屆，一個任期最長兩年，首任理事長即由蔡一鳴出任。其後，陳啟斌、馬志玲、駱錦明、曹興誠、許作鈿、林百里、陳永泰、洪三雄、潘文華等先後出任理事長。2013年1月，中環集團總裁翁明顯出任第11屆理事長。2015年1月12日，日盛企業集團總裁陳國和接任第12屆理事長。2017年1月，晟銘電子科技董事長林木和出任第13屆理事長。2019年、2021年，瑩久企業董事長李明德與豐年豐和企業董事長石允文先後出任第14、15屆理事長。2023年2月16日，富邦金控董事長蔡明興出任第16屆理事長。2025年1月17日，盛美精密工業董事長詹忠志接任第17屆理事長。

## 歷年展覽
清翫雅集在1995年、1998年、2000年先後於國立歷史博物館、北京故宮、鴻禧美術館舉辦過四次「清翫收藏展」；2009年亦應北京首都博物館之邀，參與「盛世氣象─海峽兩岸重要藏家文物收藏高端展」。2012年，在國立歷史博物館二樓國家畫廊舉辦「清翫雅集廿週年慶收藏展」，主題分為器物、珍玩、書畫和油畫四大部分，展出641件藝術品中的310件。2025年1月，在國立歷史博物館舉辦「藏珍—清翫雅集卅周年慶收藏展」，以「珍藏」與「真藏」為核心概念，分為書畫、器物、珍玩及西畫四大主題，展出351件多元珍品。

## 外部連結
- 耗費二十年 典藏百年華人藝術史
- 藝術圈神秘組織　蔡明興、林百里都入列 （页面存档备份，存于）